# Hansie Brewis
Pas d'image ? Cliquez ici

a Compétitions nationales et continentales officielles uniquement.

b Matchs officiels uniquement.
Dernière mise à jour le 15 avril 2025.
Johannes Daniël Brewis, plus connu comme Hansie Brewis ou Hannes Brewis, né le 15 juin 1920 à Oudtshoorn (Afrique du Sud) et mort le 9 septembre 2007 à Pretoria, est un joueur de rugby à XV qui a joué avec l'équipe d'Afrique du Sud. Il évoluait au poste de demi d'ouverture.

## Biographie
Il a disputé son premier test match le 16 juillet 1949 contre les All Blacks. Il joua son dernier test match contre les Australiens le 12 août 1953. Il participe donc à la fameuse série victorieuse 4 tests à 0 des Springboks contre les All Blacks jouant les 4 rencontres, inscrivant un essai et deux drops. En 1951 il est sélectionné à 3 reprises avec les Springboks, qui font une tournée en Europe. Il l'emporte sur l’Écosse 44-0 et il inscrit à cette occasion son premier essai en test match. Il participe ensuite à la victoire contre l'Irlande 17-5 puis à celle sur le pays de Galles 6-3. En 1952 il achève le Grand Chelem en gagnant l'Angleterre 8-3, puis à Paris 25-3. Il est ensuite choisi pour disputer une série de 4 matchs contre les Wallabies en 1953, et il joue le premier test à l'Ellis Park, pour une victoire de l'Afrique du Sud 25-3. C'est alors son dixième match sous le maillot des Springboks pour autant de victoires. 

## Statistiques en équipe nationale
- 10 test matchs avec l'équipe d'Afrique du Sud, 10 victoires
- 1 essai, 1 pénalité, 4 drops
- Test matchs par année : 4 en 1949, 3 en 1951, 2 en 1952, 1 en 1953